# أندريه غريغوري
أندريه غريغوري (بالإنجليزية: Andre Gregory)‏ هو مغني ومؤدي وكاتب وموسيقي ومخرج وممثل أمريكي، ولد في 11 مايو 1934 بباريس في فرنسا.

## أعمال

### أفلام
- (1986) ساحل البعوض
- (1988) الإغراء الأخير للسيد المسيح
- (1993) رجل الدمار[5][6][7]
- (1998) شهرة[8]

## وصلات خارجية
- أندريه غريغوري على موقع IMDb (الإنجليزية)
- أندريه غريغوري على موقع ألو سيني (الفرنسية)
- أندريه غريغوري على موقع أول موفي (الإنجليزية)
- أندريه غريغوري على موقع قاعدة بيانات برودواي على الإنترنت (الإنجليزية)
- أندريه غريغوري على موقع قاعدة بيانات الأفلام السويدية (السويدية)
- أندريه غريغوري على موقع إن إن دي بي (الإنجليزية)
- أندريه غريغوري على موقع ديسكوغز (الإنجليزية)
- أندريه غريغوري على موقع قاعدة بيانات الفيلم (الإنجليزية)
- أندريه غريغوري على موقع كينوبويسك (الروسية)